# 拉乌尔·保利

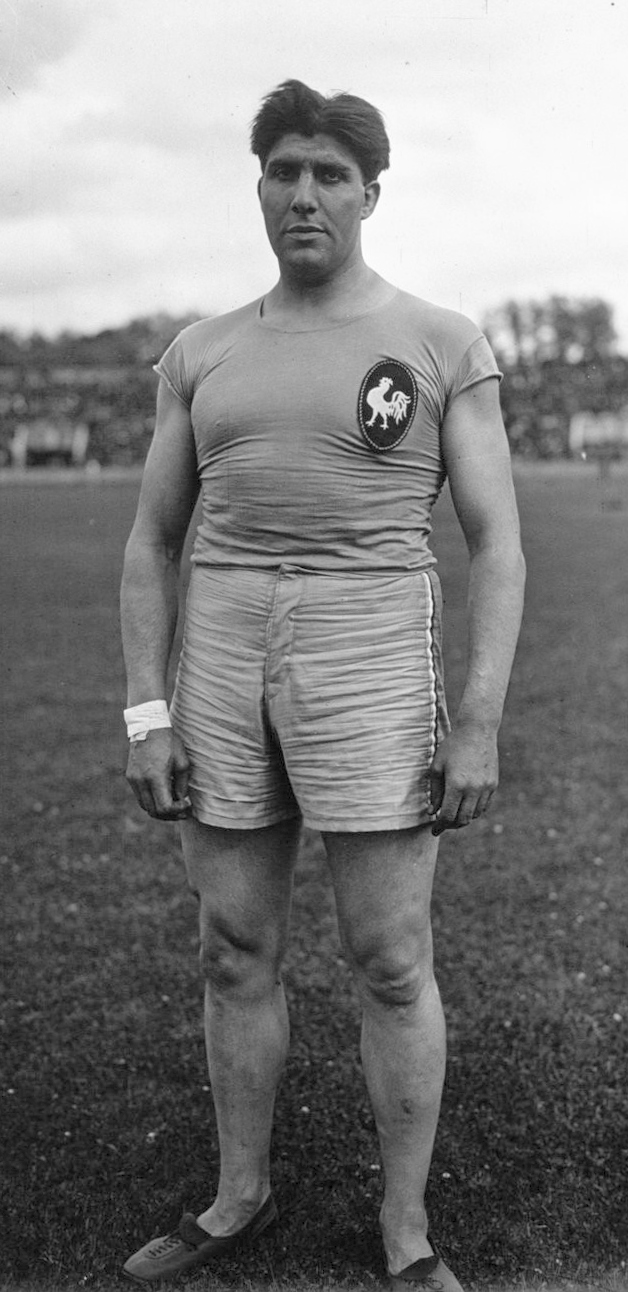
拉乌尔·保利

拉乌尔·保利（法語：Raoul Paoli，1887年11月24日—1960年3月23日），法国男子赛艇、田径、摔跤运动员。他曾代表法国参加1900年、1912年、1920年、1924年和1928年夏季奥林匹克运动会，获得一枚铜牌。